# Kataloński język migowy
Kataloński język migowy (LSC, kat.: llengua de signes catalana, hiszp.: Lengua de signos catalana) – język z grupy języków migowych używany na terenie Hiszpanii, w regionie Katalonii. Jest wzajemnie zrozumiały z hiszpańskim językiem migowym.

## Użytkownicy
Szacunki dotyczące liczby użytkowników tego języka są bardzo zróżnicowane, wahają się od 9000 do 28 000 osób. Jest on rozpowszechniony na terenie całej Katalonii. Mimo że wielu użytkowników języka katalońskiego posługuje się także językiem hiszpańskim, to w przypadku języków migowych taka zależność nie występuje – są to odrębne języki. 
W języku tym działa m.in. aplikacja umożliwiająca kontakt osób głuchoniemych ze służbami ratunkowymi. Możliwe jest też studiowanie tego języka na Uniwersytecie Pompeu Fabry.